# Decauville-Benzinlokomotive LT.1
Die Decauville-Benzinlokomotive LT.1 (französisch Decauville 130 essence) ist eine Benzinlokomotive, die von Decauville in vier Exemplaren hergestellt wurde, um Besucher der Pariser internationalen Kolonialausstellung von 1931 auf einer Ringstrecke von den neu eröffneten Metro-Stationen Porte Dorée und Porte de Charenton zum Palais de la Porte Dorée zu transportieren.
Die vierachsige 1’C-Parkbahnlokomotive hatte drei über Stangen mit einer hinten angeordneten Blindwelle gekuppelte Antriebsachsen und eine nicht angetriebene Vorlaufachse mit einer Spurweite von 600 mm. Sie hatte einen Renault-Benzinmotor und ein konventionelles Omnibus-Getriebe statt eines Wendegetriebes, d. h. es. gab nur einen Rückwärtsgang. Die Leistung der 6-Zylinder-Motoren, die normalerweise in Omnibussen eingebaut wurden, betrug 120 PS. Die eher spartanische Karosserie war offen, ähnlich wie bei einem Cabrio. Der stromlinienförmige Kühlergrill erinnerte an ein Automobil aus der Belle Epoque. Es gab eine Luftbremse und eine manuelle Bremse, die einer Bremse der alten Billard-Lokomotiven in 600 mm Spurweite ähnelte und wie ein Autolenkrad vor dem Lokomotivführer angeordnet war.
Die Konstruktion des Fahrgestells erinnert an die der 1’C-Dampflokomotiven mit 12 Tonnen Leergewicht, drei gekoppelten Achsen und einer Vorlaufachse, die für Baustellen und Zuckerfabriken, d. h. für den Einsatz auf leichten Feldbahn-Schienen mit 600 mm Spurweite, konzipiert waren. Die Achsabstände und der Durchmesser der Antriebs- und Stützräder waren sehr ähnlich.
Nach der Ausstellung wurden drei dieser Lokomotiven 1932 von der Zuckerfabrik Sermaises im Arrondissement Pithiviers gekauft. Dieses Unternehmen baute sie abgesehen von den für Schienenfahrzeugen ungewöhnlichen Getrieben komplett um: Die Renault-Motoren wurden durch Zweitakt-Dieselmotoren der Compagnie Lillois de Moteurs (CLM) ersetzt und die Karosserien wurden völlig neu gestaltet: Dächer, Schiebetüren und Hauben waren nach dem Umbau eher rechteckig-funktional als stromlinienförmig im Stile von Torpedo-Autos.
Die Tramway de Pithiviers à Toury kaufte 1959 eine der Lokomotiven und gab ihr die Nummer LT.1. Ihr ungewöhnliches Aussehen sorgte für Aufmerksamkeit. Die beiden anderen Lokomotiven wurden an die Schmalspurbahn in Pointe-à-Pitre im französischen Übersee-Département Guadeloupe verkauft. Die Lokomotive aus Toury wurde 1967 an den Petit train du Parc Floral in Orléans verkauft, um dort auf der Parkeisenbahn Personenzüge zu ziehen. Sie erhielt nochmals eine neue Karosserie, um sie bedienfreundlicher zu machen und ihr Erscheinungsbild zu verbessern. Dabei wurde sie wie der restlichen Lokomotiven gartengrün gestrichen und mit glänzend polierten, dekorativen Messingbändern versehen. Nachdem ein Teil der Schienenfahrzeuge ausgemustert worden war, wurde sie verschrottet, während die anderen Lokomotiven erhalten blieben.

## Technische Daten
Die Lokomotive hatte ein Gesamtgewicht von 14 Tonnen. Die Länge über Puffer betrug 4,80 m, der Radstand der Antriebsräder 1,40 m und der Gesamtradstand 2,80 m. Der Durchmesser der Antriebsräder war 0,65 m. Der zulässige befahrbare Mindestradius für dieses Fahrzeug betrug 30 Meter. Der CLM LC3-Motor hatte eine Leistung von 75 PS.